# Storia di Rivolta d'Adda

Lo stemma del comune di Rivolta d'Adda

La storia della città di Rivolta d'Adda, in provincia di Cremona, nell'area della Gera d'Adda, comprende una serie di eventi che hanno interessato il territorio cittadino sin dal periodo precedente la centuriazione romana.

## L'antichità

### Prima della conquista romana
Prima della centuriazione romana il territorio risultava impervio e difficilmente transitabile, sia per la presenza di boschi e di paludi, che per l'assenza di vie di comunicazione tra i diversi villaggi.
Rudimentali imbarcazioni solcavano l'Adda e, in alcuni punti, i primi abitanti di Rivolta avevano individuato dei guadi che utilizzavano quando il livello delle acque lo consentiva. Fu proprio in prossimità di uno di questi passaggi che, nel 1975, tornò alla luce, durante i lavori di ristrutturazione di un vecchio cascinale, un vaso a trottola dipinto a fasce contenente 115 dramme galliche. Ciò testimonia la presenza nella zona dei Celti e prova che la moneta aveva in parte sostituito il baratto nei commerci tra i villaggi.

### La dominazione romana
Il borgo inizio ad essere edificato sulla riva alta del fiume, come suggerisce il nome del comune, a 102 metri sul livello del mare, secondo la struttura del castrum romano caratterizzato nel caso di Rivolta da pianta circolare con circonvallazioni esterne ed interne, una piazza centrale, intersecata da un asse est-ovest, denominato decumano, e da un altro da nord a sud, denominato cardo.

## Il Medioevo

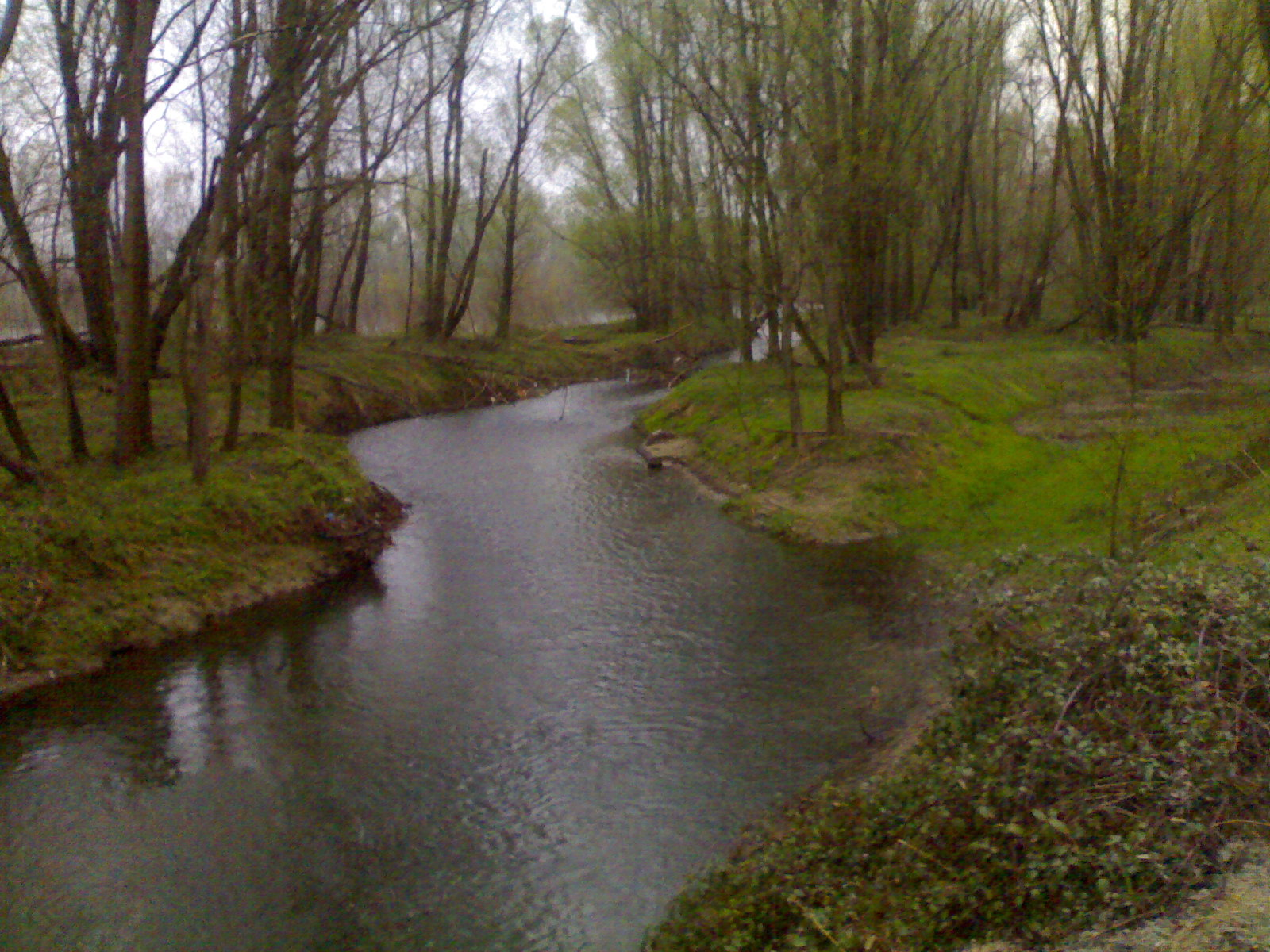
I boschi dell'Adda e la roggia

### Le origini
Il primo documento scritto nel quale compare il nome di Rivolta è datato 21 settembre 1090. Si tratta di una donazione fatta da Benedetto, Giovanni e Pietro, zio e nipoti, di Montanaso di un lotto di terra della grandezza di quattro pertiche che si trova nella località denominata Valle di Manfredo a favore della Chiesa dei Santi Ambrogio e Benedetto, edificata " nel luogo e nel fondo di Rivolta ".
Nello stesso periodo i Rivoltani costruivano la basilica di Santa Maria e San Sigismondo, donata con tutti i suoi beni a papa Urbano II che qui passò negli anni 1095-1096 durante un suo viaggio in Francia.

### Dalle contese con Barbarossa alla pace di Costanza
Nel 1144, durante gli anni delle aspre contese tra i comuni e Federico Barbarossa, papa Lucio II con una bolla confermò al parroco di Rivolta, Alberto Quadrelli, tutti i privilegi in possesso della basilica cittadina.
Il 23 luglio 1158, come racconta lo storico lodigiano Ottone Morena, l'imperatore giunto al ponte di Cassano d'Adda e trovatosi chiuso il passaggio per la presenza di un gran numero di Milanesi insieme a molti contadini locali mosse il suo esercito lungo il corso del fiume attraversandolo presso un guado a sud di Rivolta d'Adda vicino a Corneliano Bertario. Attaccò poi di sorpresa i Milanesi che, abbandonate la posizione, si diedero alla fuga inseguiti dalla truppe imperiali.
Nel successivo scontro del 1160, i Milanesi rioccupate le loro posizioni e incalzati dai Lodigiani fin nei pressi del castello di Rivolta trovarono rifugio all'interno del borgo. Il paese era infatti ben protetto dalle mura e per alcuni anni venne presidiato, giorno e notte, dagli stessi soldati del Barbarossa che intorno alla basilica fece costruire imponenti fortificazioni, fossati e mezzi meccanici a scopo difensivo.
Alberto Quadrelli, dopo aver mantenuto la città fedele a papa Alessandro III, nel 1168 venne chiamato a reggere la chiesa di Lodi e fino alla morte avvenuta il 4 luglio 1173 fu vescovo della città. Proclamato santo nei primi anni che seguirono la sua scomparsa perché " uomo onesto, sapiente e religioso, largamente corredato di buoni costumi, in tutto timorato e molto devoto a Dio ", è oggi patrono di Rivolta che ne celebra la festività la prima domenica di luglio.

### Dalla pace di Costanza alla fine del XIII secolo
Dopo la pace di Costanza, nel 1186, Federico I consegnò Rivolta e il suo contado, tra cui un avamposto a sud dell'abitato che, insieme al Corniano ad est, proteggeva il paese dalle incursioni nemiche, alla giurisdizione di Milano. Dal punto di vista religioso invece la chiesa con tutte le sue cappelle e le relative pertinenze, tra cui il monastero di San Sigismondo, rimasero alla chiesa di Cremona.
La pace di Costanza se da un lato però sancì che le città dell'Italia settentrionale godessero di maggiori libertà nei confronti del potere imperiale, dall'altro non mise fine alle lotte tra i comuni e più tardi tra i signori desiderosi di allargare o di riprendere quei territori sui quali avevano esteso il loro governo.
Nel 1217 i Milanesi passarono l'Adda nei pressi della città ed affrontarono i soldati di Cremona e gli alleati di Parma che intendevano riconquistare le terre della Gera d'Adda assegnate a Milano.
L'attraversamento del fiume, in particolare nei periodi di piena, non era facile nonostante fin dalla prima metà del 1200 le due sponde fossero collegate da manufatti in legno che, inesorabilmente, erano destinati a crollare alla prima piena.

### Il XIV secolo
Nel 1300 il contado di Rivolta era dominio dei Visconti e insieme a Vailate e Caravaggio era esentato dall'appalto dei dazi. In una pergamena del 1345, andata perduta, si racconta di un'assemblea convocata nella chiesa di San Sigismondo per dirimere alcune questioni relative all'ospedale delle Sante Maria Vergine e Marta.
Nel 1354 alla morte di Giovanni Visconti il contado di Rivolta toccò in eredità al nipote Bernabò, poi a Giovanni Maria e più tardi a Francesco Maria Sforza.

### Il XV secolo
Dalla seconda metà del XV secolo iniziò per il territorio di Rivolta un periodo segnato da sanguinose battaglie tra Milanesi e Veneziani.
La Gera d'Adda divenne terra di San Marco a partire dal 1440 e un documento del 1449 ne attesta la sottomissione alla Serenissima.
Ma già nel 1450 i Milanesi fecero abbattere il ponte che i Veneziani avevano costruito il 5 novembre 1446 riprendendosi, anche se per un breve periodo, il porto di Rivolta.

## L'età moderna

### Dal XVI secolo alla fine del XVII secolo
Il passaggio dell'Adda e la conquista dei paesi sulle opposte rive del fiume furono momenti tra i più drammatici della battaglia di Agnadello che il 14 maggio 1509 insanguinò le terre della Gera d'Adda.
I francesi guidati dal re Luigi XII in persona, prima del decisivo scontro, occuparono Rivolta, ne incendiarono le case e trucidarono un gran numero di persone che si erano rifugiate nella basilica di San Sigismondo. Nella battaglia Venezia subì una delle più pesanti sconfitte della sua storia, tanto che da allora pose fine alla sua espansione sulla terraferma.
Le fertili campagne vennero per anni devastate da soldati di ventura e da condottieri senza scrupoli come accadde nel 1521 quando il borgo fu occupato dagli uomini del generale francese Lautrec prima che venisse loro ordinato di saccheggiare Treviglio, città che in quella circostanza venne salvata dal miracolo della Madonna delle Lacrime.
Nel 1527 i Lanzichenecchi, per giungere a Roma, seguirono il corso dell'Adda e lasciarono un segno del loro passaggio e della loro ferocia anche a Rivolta. Tra il 1629 e il 1630, la peste, fece più di 400 vittime su 2 000 abitanti.

## L'età contemporanea

### Il XVIII secolo
Nel 1705 Rivolta subì prima le angherie delle truppe di Eugenio di Savoia e poi quelle del duca di Vendôme che avevano schierato i loro eserciti a Cassano d'Adda dove nel mese di agosto si diedero battaglia. I soldati fecero sentire la loro presenza nelle campagne vicine tanto che, nel territorio di Rivolta, furono incendiate e saccheggiate le cascine Gorini, Rancata, Franca e Galvagna. Al termine della guerra di successione spagnola lo Stato di Milano la dominazione Impero d'Austria.
Rivolta seguì le vicende della Gera d'Adda: fino al 1786 appartenne al Ducato di Milano, quindi per un breve periodo alla provincia di Lodi, e dal 1791 a quella di Milano.

### Il XIX secolo
Durante l'età napoleonica Rivolta fu inizialmente assegnata al dipartimento dell'Adda, con capoluogo Lodi, e allo scioglimento di questo al dipartimento dell'Alto Po con capoluogo Cremona.
Dopo il Congresso di Vienna (1815), il borgo entrò a far parte del Regno Lombardo-Veneto, nella provincia di Lodi e Crema.
Nel 1859, dopo la seconda guerra d'indipendenza, Rivolta divenne parte del circondario di Crema della provincia di Cremona, alla quale appartiene ancor oggi.
Nel 1867 venne costruito su progetto dell'ing. Milesi il primo ponte in cemento sull'Adda. Solo un anno dopo, nell'ottobre 1868, diverse arcate, poi rifatte in ferro, vennero travolte da una piena improvvisa e spaventosa che allagò le campagne e rovinò la strada che collegava Rivolta d'Adda a Cassano.

### Dal XX secolo ai giorni nostri
I caduti della prima guerra mondiale sono stati più di 100 e del secondo conflitto mondiale 80 soldati accertati che non sono più tornati al paese.
La seconda metà del XX secolo è stata caratterizzata da un periodo di pace e benessere economico. La campagna si è via via spopolata, le nuove generazioni hanno trovato occupazione nelle fabbriche del capoluogo lombardo, avviando attività artigianali e commerciali.
Negli ultimi decenni non si registrano cambiamenti significativi rispetto al numero degli abitanti e per quel che riguarda, in generale, le trasformazioni ambientali. Sparse su un territorio con una superficie di 30 km² si contano ancora più di 100 cascine.

## I Sindaci di Rivolta d'Adda dal 1946 ad oggi
| Sindaco                         | Periodo          | Partito                    |
| ------------------------------- | ---------------- | -------------------------- |
| Ing. Borgazzi Carlo             | Dal 1945 al 1945 | (Resp.Amm.C.L.N.)          |
| Mortellaro Pasquale             | Dal 1945 al 1946 | (Resp.Amm.C.L.N.)          |
| Cazzulani Marco Tullio          | Dal 1946 al 1947 | (P.S.I.)                   |
| Mandelli Antonio                | Dal 1947 al 1960 | (P.S.I.)                   |
| Rag. Locatelli Emiliano         | Dal 1960 al 1964 | (D.C.)                     |
| Mandelli Antonio                | Dal 1964 al 1967 | (P.S.I.)                   |
| Arzuffi Carlo                   | Dal 1967 al 1968 | (D.C.)                     |
| Dott. De Petris Petrisso        | Dal 1968 al 1968 | (Commissario Prefettizio)  |
| Arch. Benini Giovanni           | Dal 1968 al 1970 | (P.S.I.)                   |
| Cazzulani Aurelio               | Dal 1970 al 1974 | (P.S.I.)                   |
| Ferri Luigi                     | Dal 1974 al 1981 | (D.C.)                     |
| Paris Mario                     | Dal 1981 al 1983 | (D.C.)                     |
| Pasqualini Angelo               | Dal 1983 al 1993 | (P.S.I.)                   |
| Grillotti Lamberto              | Dal 1993 al 2001 | (Lista per Rivolta C.D.)   |
| Mondonico Marta                 | Dal 2001 al 2006 | (Insieme per Rivolta C.S.) |
| On. Grillotti Lamberto          | Dal 2006 al 2010 | (Lista per Rivolta C.D.)   |
| Losio Ivan                      | Dal 2010 al 2011 | (Lista per Rivolta C.D.)   |
| Dott. Calvi Fabio Maria Martino | Dal 2011 al 2021 | (Rivoltiamo C.S.)          |
| Dott. Sgroi Giovanni            | Dal 2021 a oggi  | (Rivolta Dinamica C.D.)    |